# Johannes Müller
Johannes Müller, Johann Müller hay Hans Müller là tên của:
Johannes Müller von Königsberg (1436-1476), hay còn được biết đến là Regiomontanus, nhà thiên văn và nhà toán học người Đức
- Johannes von Müller (1752-1809), nhà sử học người Thụy Sỹ
- Johannes Peter Müller (1801-1858), nhà triết học người Đức
- Johannes Müller Argoviensis (1828-1896), nhà thực vật học người Thụy Sỹ
- Johannes Müller (nhà thần học) (1864-1949)
- Johannes Müller (Marburg) (1880-1964)